# فرانك سامرز
فرانك سامرز (بالإنجليزية: Frank Summers)‏ هو لاعب كرة قدم أمريكية أمريكي، ولد في 6 سبتمبر 1985 في أوكلاند في الولايات المتحدة.

## وصلات خارجية
- فرانك سامرز على موقع مرجع كرة القدم المحترفة.كوم (الإنجليزية)